# Andrena cornelli
Andrena cornelli là một loài Hymenoptera trong họ Andrenidae. Loài này được Viereck mô tả khoa học năm 1907.

## Hình ảnh

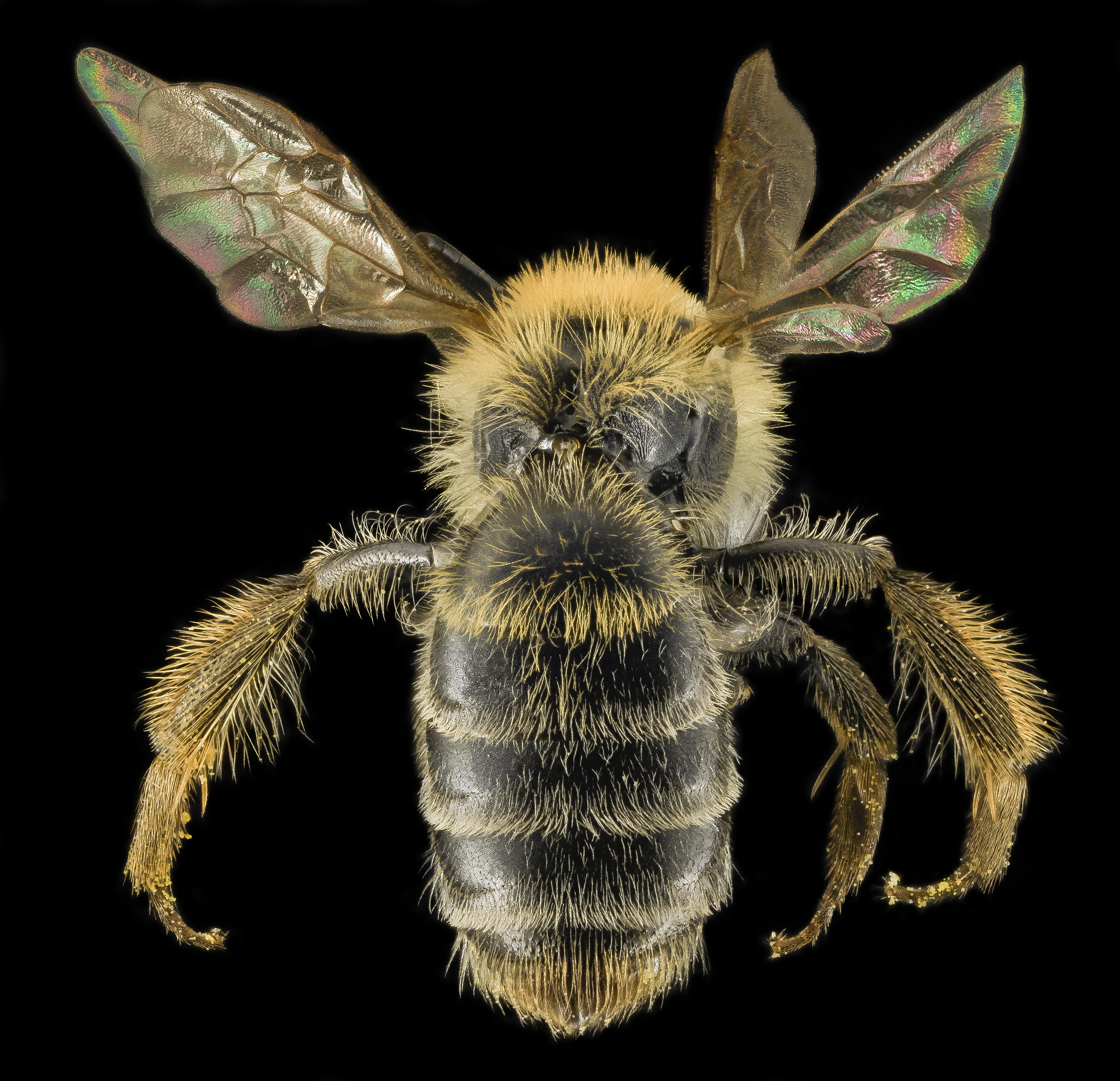
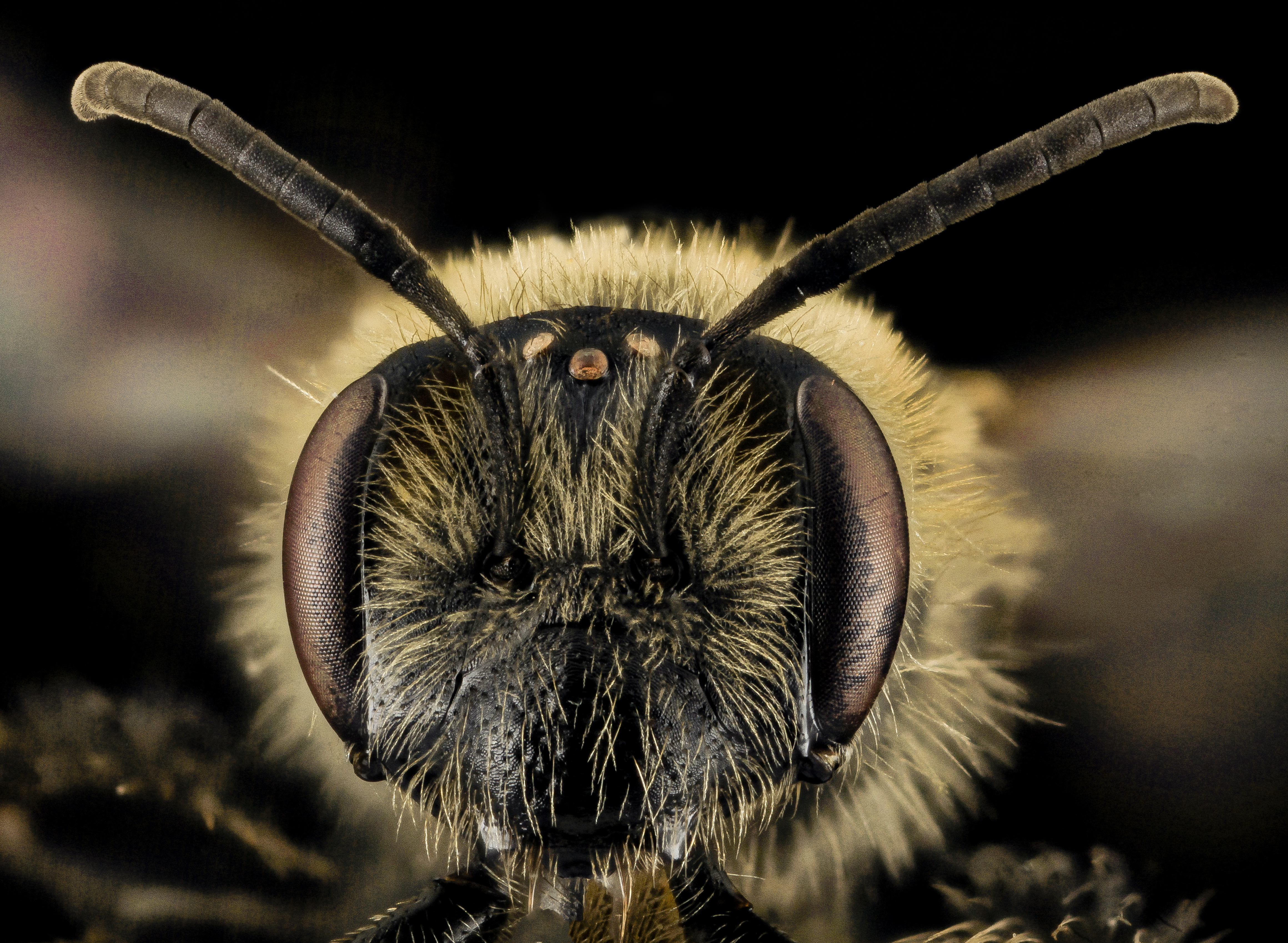